# Basketball Club Armia
Maillots
Le BC Armia (საკალათბურთო კლუბი არმია en géorgien) est un club géorgien de basket-ball basé à Tbilissi, la capitale du pays. Le club participe à l'édition 2011-2012 de la Super Liga et de l'EuroChallenge.

## Palmarès
- Champion de Géorgie : 2011
- Vainqueur de la Coupe de Géorgie : 2011
- Vainqueur de la Supercoupe de Géorgie : 2011

## Entraîneurs successifs
- Depuis 2010 :  Kote Tugushi

## Effectif actuel
Ben Woodside